# Yente
Yente (jiddisch: יענטע, יענטאַ) ist ein weiblicher Vorname.

## Herkunft und Bedeutung
Yente ist ein jiddischer Vorname. Er geht auf die französische Vokabel gentille „edel“, „vornehm“ oder „freundlich“, „lieb“ zurück.
Aufgrund des Charakters der geschwätzigen Heiratsvermittlerin Jente im Musical Anatevka wird der Name oft mit der Bedeutung „Klatschbase“ in Verbindung gebracht.

## Verbreitung
In den Niederlanden ist der Name Jente mäßig verbreitet.

## Varianten
- Jente
- Diminutiv: Yentl, Jentl